# Glenea ochreosuturalis
Glenea ochreosuturalis är en skalbaggsart som beskrevs av Stefan von Breuning 1958. Glenea ochreosuturalis ingår i släktet Glenea och familjen långhorningar. Inga underarter finns listade i Catalogue of Life.